# Вальтерниенбург (коммуна)
Вальтерниенбург (нем. Walternienburg) — община в Германии, в земле Саксония-Анхальт. 
Входит в состав района Анхальт-Цербст. Подчиняется управлению Эльбе-Эле-Нуте.  Население составляет 561 человек (на 31 декабря 2006 года). Занимает площадь 18,77 км².